# 1979–1980-as közép-európai kupa
Az 1979–1980-as közép-európai kupa a Közép-európai kupa történetének negyvenedik kiírása volt. A sorozatban Csehszlovákia, Jugoszlávia, Magyarország és Olaszország 1-1 csapata képviseltette magát. A csapatok csoportmérkőzéseket vívtak egymással, és a csoport első helyezettje nyerte meg a kupát.
A kupát az Udinese nyerte el, története során első alkalommal.

### Első forduló
| Csapat #1    | Eredmény | Csapat #2     |
| ------------ | -------- | ------------- |
| Udinese      | 3 – 2    | Hvězda Cheb   |
| Čelik Zenica | 2 – 0    | Debreceni VSC |

### Második forduló
| Csapat #1   | Eredmény | Csapat #2     |
| ----------- | -------- | ------------- |
| Hvězda Cheb | 2 – 1    | Debreceni VSC |
| Udinese     | 0 – 0    | Čelik Zenica  |

### Harmadik forduló
| Csapat #1     | Eredmény | Csapat #2   |
| ------------- | -------- | ----------- |
| Debreceni VSC | 0 – 0    | Udinese     |
| Čelik Zenica  | 3 – 1    | Hvězda Cheb |

### Negyedik forduló
| Csapat #1     | Eredmény | Csapat #2    |
| ------------- | -------- | ------------ |
| Hvězda Cheb   | 2 – 0    | Udinese      |
| Debreceni VSC | 0 – 0    | Čelik Zenica |

### Ötödik forduló
| Csapat #1     | Eredmény | Csapat #2   |
| ------------- | -------- | ----------- |
| Čelik Zenica  | 2 – 3    | Udinese     |
| Debreceni VSC | 2 – 1    | Hvězda Cheb |

### Hatodik forduló
| Csapat #1   | Eredmény | Csapat #2     |
| ----------- | -------- | ------------- |
| Udinese     | 2 – 0    | Debreceni VSC |
| Hvězda Cheb | 2 – 1    | Čelik Zenica  |

## Végeredmény
| Csapat           | Mérk. | Gy | D | V | GK    | Pont |
| ---------------- | ----- | -- | - | - | ----- | ---- |
| 1. Udinese       | 6     | 3  | 2 | 1 | 8:6   | 8    |
| 2. Čelik Zenica  | 6     | 2  | 2 | 2 | 8:6   | 6    |
| 3. Hvězda Cheb   | 6     | 3  | 0 | 3 | 10:10 | 6    |
| 4. Debreceni VSC | 6     | 1  | 2 | 3 | 3:7   | 4    |